# آنتونیس مینو
آنتونیس مینو (یونانی: Αντώνης Μήνου؛ زادهٔ ۴ مهٔ ۱۹۵۸) بازیکن فوتبال اهل یونان بود.
از باشگاه‌هایی که در آن بازی کرده‌است می‌توان به باشگاه فوتبال پاناتینایکوس، باشگاه فوتبال آپولون اسمیرنیس، و باشگاه فوتبال آ. ا. ک آتن اشاره کرد.
وی همچنین در تیم‌های ملی فوتبال زیر ۲۳ سال یونان و یونان بازی کرده‌است.